# Kurniki (przystanek kolejowy)
Kurniki (ukr. Курники, ros. Курники) – przystanek kolejowy w miejscowości Kurniki, w rejonie tarnopolskim, w obwodzie tarnopolskim, na Ukrainie. Położony jest na linii Szepetówka – Tarnopol.
Przed II wojną światową stacja kolejowa. W późniejszym okresie została zdegradowana do roli przystanku.